# Einar Hanson
Einar Hanson est un acteur suédois du cinéma muet né le 15 juin 1899 à Stockholm et mort le 3 juin 1927 à Santa Monica (États-Unis).

## Biographie
Einar Hanson est découvert par le cinéaste suédois Mauritz Stiller au Dramaten. Séduisant et bien éduqué, il était idéalement placé pour obtenir le titre de great screen lover à la place de  Rudolph Valentino en 1927.
À son arrivée à Hollywood en 1925 avec Greta Garbo, l'autre protégée de Mauritz Stiller, Hanson joua aux côtés de vedettes de l'époque telles que Pola Negri et Corinne Griffith. Il était même destiné à un avenir prometteur grâce au contrat qu'il venait de signer avec la Paramount, qui avait racheté son contrat de cinq ans à Universal Studios. Il tourne avec Clara Bow et Esther Ralston dans Les Enfants du divorce (Children of Divorce, 1927) et avec Pola Negri dans The Woman on Trial.
Einar Hanson meurt dans un accident de voiture sur la California State Route 1 près de Topanga Canyon après un dîner avec Mauritz Stiller et Greta Garbo.

## Filmographie partielle
- 1920 : Le Vieux Manoir (Gunnar Hedes saga), de Mauritz Stiller
- 1924 : 33.333 de Gustaf Molander
- 1925 : La Rue sans joie (Die Freudlose Gasse) de Georg Wilhelm Pabst
- 1926 : Into Her Kingdom de Svend Gade
- 1926 : Étoile par intérim (Her Big Night) de Melville W. Brown
- 1927 : Barbed Wire de Rowland V. Lee
- 1927 : The Lady in Ermine de James Flood